# Vermilia hombroni
Vermilia hombroni är en ringmaskart som beskrevs av Jean Louis Armand de Quatrefages de Bréau 1866. Vermilia hombroni ingår i släktet Vermilia och familjen Serpulidae. Inga underarter finns listade i Catalogue of Life.